# Gardien de prison
Pour les articles homonymes, voir Gardien et Maton.

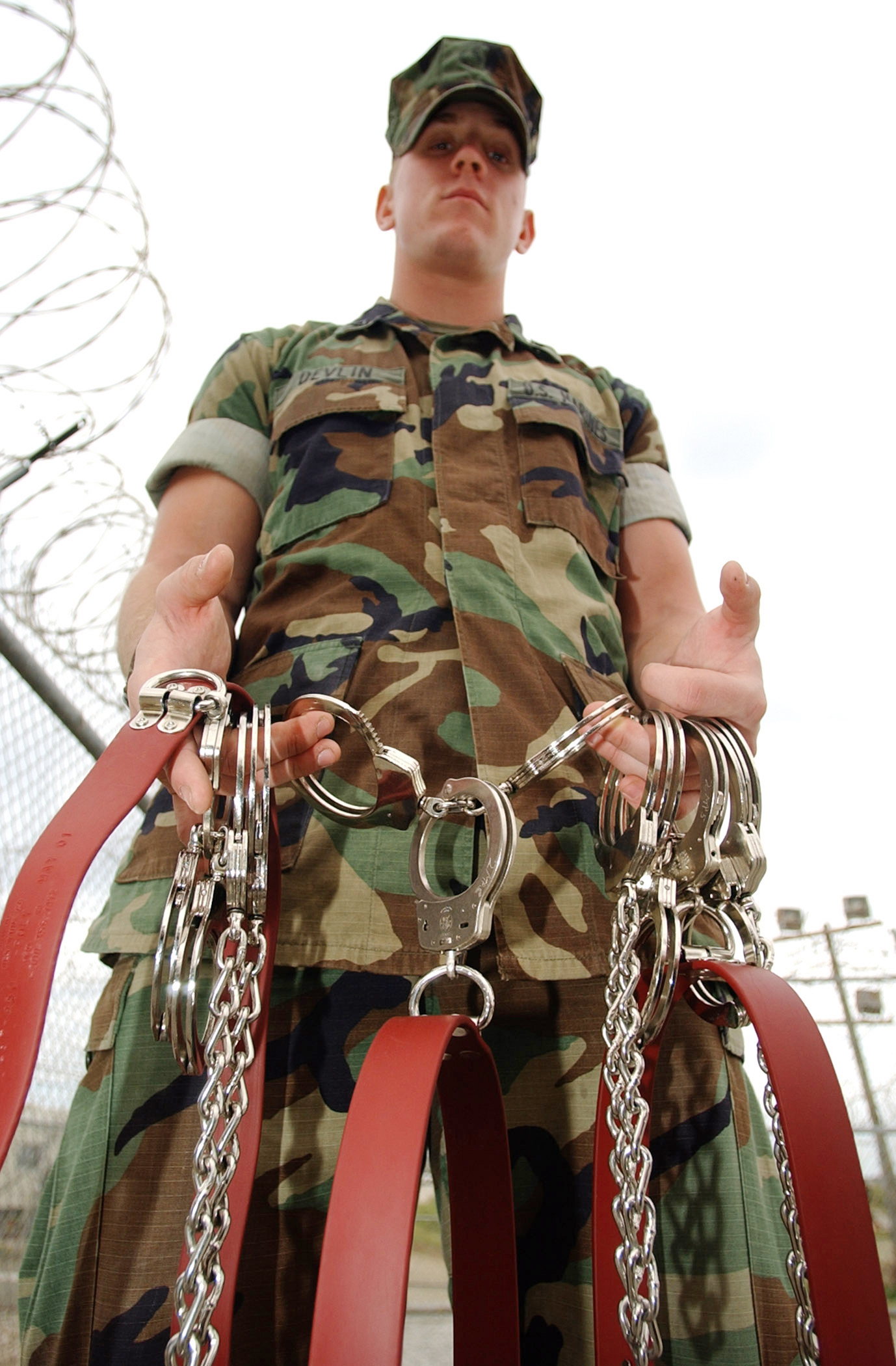
Militaire américain au camp de Guantánamo

Un gardien, surveillant de prison ou pénitentiaire, historiquement un geôlier, en argot un maton, est une personne dont le métier est d'assurer le confinement et la sécurité des détenus d'une prison ou de tout autre centre de détention.

## En France
En France, un gardien de prison est appelé « surveillant pénitentiaire ».

### Filmographie
- Gardiens de prison, documentaire de cinquante-neuf minutes du réalisateur belge Erik Silance.